# Piżama

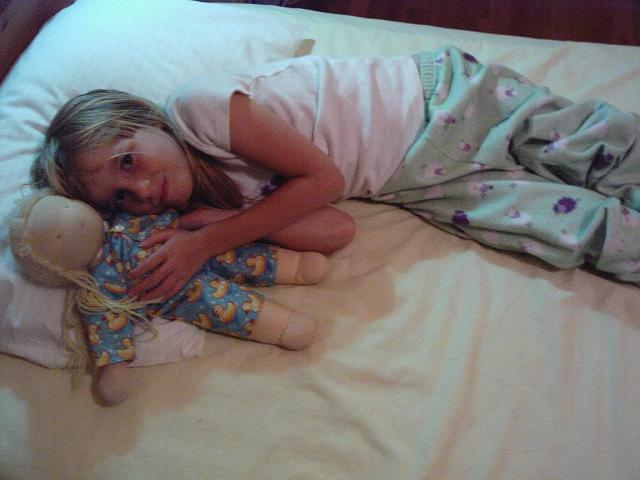
Dziecko w piżamie

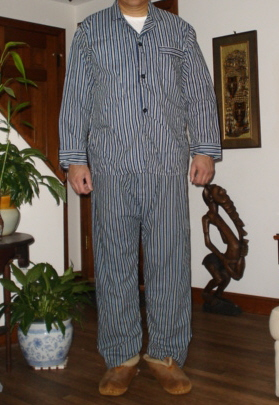
Piżama męska

Piżama (pidżama) – ubiór nocny, nakładany do snu, składający się z dwóch części: bluzy (często rozpinanej) i spodni. Piżama ma zwykle luźny, swobodny krój. Piżamy są na ogół wykonywane z bawełny, często z bawełnianego trykotu lub flaneli. Materiałem na bardziej eleganckie piżamy bywa też satyna, także jedwabna.

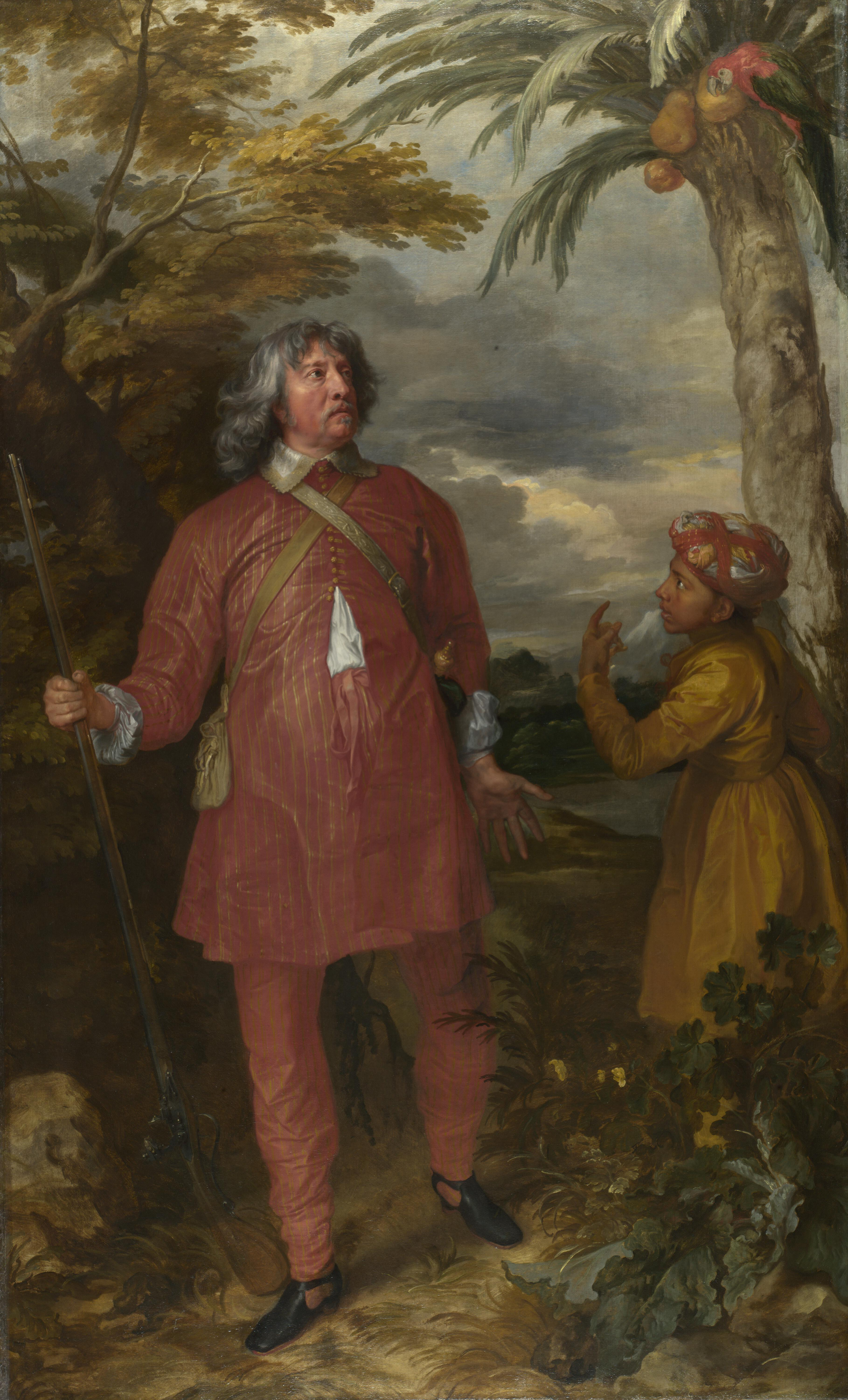
William Feilding, 1. hrabia Denbigh w piżamie jako stroju dziennym. Portret pędzla van Dycka, ok. 1633

Piżama jest strojem wywodzącym się z Indii, gdzie była noszona jako ubiór dzienny. To lekkie, przewiewne ubranie zaczęło być używane jako męski ubiór dzienny także przez mieszkających w Indiach Europejczyków – wpierw, od początku XVII wieku, przez Portugalczyków, a później także Anglików. 
Jako strój nocny piżama zaczęła być stosowana w początkach XX wieku w Wielkiej Brytanii, początkowo wyłącznie przez mężczyzn. Kobiety zaczęły używać piżam do snu w okresie II wojny światowej, choć już przed wojną piżama była kobiecym strojem plażowym (tego rodzaju ubranie wylansowała Coco Chanel), a nawet wieczorowym. 
Współcześnie jako męski strój nocny piżama niemal całkowicie wyparła koszulę nocną, jest też często używana przez kobiety. 
Piżama męska ma dwa podstawowe kroje: pierwszy, klasyczny, z rozpinaną bluzą i wykładanym kołnierzykiem, drugi, wykonywany głównie z trykotu, o bardziej sportowym kroju, z bluzą wciąganą przez głowę. Męskie piżamy istnieją także w wersjach letnich, z krótkimi rękawami i nogawkami. Piżamy damskie są bardziej urozmaicone, mogą mieć górę np. w postaci koszulki na ramiączkach czy dość obcisłe spodnie. Piżamy dziecięce są na ogół trykotowe bądź frotte; mogą być też jednoczęściowe, zwłaszcza w przypadku ubrań przeznaczonych dla najmłodszych. 
Piżamy często są wzorzyste lub wielobarwne. Popularnym wzorem męskich klasycznych piżam są pionowe paski; z kolei piżamy trykotowe, zwłaszcza dziecięce, miewają duże nadruki zapożyczone z T-shirtów.